# Castello della Leonessa

## Storia
Il castello di Montemiletto, detto anche della Leonessa deve il suo nome a Giovanni de La Gonesse seniore (Lagonessa) potente signore di Montemarano e di altre terre. 
Il primo nucleo fu edificato sulla sommità dell'omonimo colle dai Longobardi tra l'VIII e il IX secolo e poi modificato nel XII secolo dai Normanni.
Nel 1119 il castello venne distrutto e fatto incendiare, insieme a quello di Montaperto, da Rainulfo, conte di Avellino, durante la guerra combattuta contro Giordano, conte di Ariano.

## Descrizione
La struttura è stata costruita su di una vetta collinare intorno al donjon (mastio) di forma quadrangolare.
Il castello è dotato di due alte torri angolari di tipo angioino, di una quadrata, e di un'altra di forma cilindrica inglobata all’interno di una struttura riadattata a terrazzo.
Nello spazio adibito a corte sono stati rinvenuti i resti di diversi ambienti oltre ad un piccolo lembo di rivestimento pavimentale realizzato con blocchi di calcare locale; tale piano pavimentale ha poi coperto un terreno molto compatto databile, grazie al ritrovamento di numerosi frammenti di ceramica a bande larghe rosse e marroni, ad un periodo compreso tra il VII-VIII o al massimo al IX sec d.C.
Nel corso del tempo il castello è stato sottoposto a vari interventi e ristrutturazioni con lo scopo di trasformare il fortilizio in un palazzo gentilizio.
Il castello si sviluppa su quattro distinti livelli: il più basso è quello relativo ai locali delle stalle, poi vi è il pianoterra dove sono ubicate alcune cantine e la corte lastricata, il primo piano con il grande salone, sulla cui porta d’ingresso era stato collocato un raffinato stemma in marmo della famiglia Tocco, e in ultimo il piano più elevato.
Grazie ad una descrizione contenuta in una platea redatta nel 1507, sappiamo che nel castello di Montemiletto vi era anche una cappella denominata della Santa Croce, un giardino pensile con cisterna, e le torri erano dotate di merli.

## Galleria d'immagini

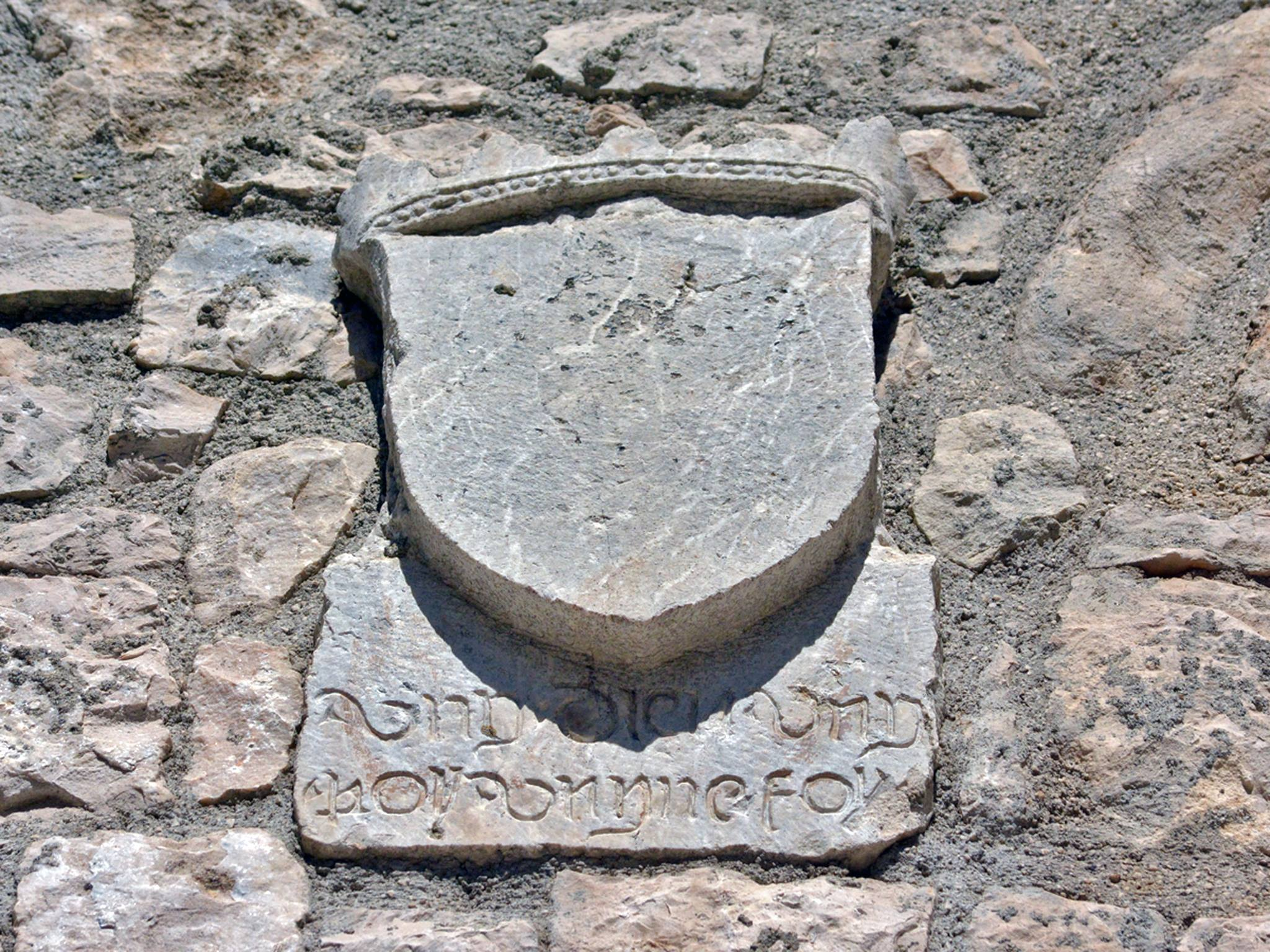
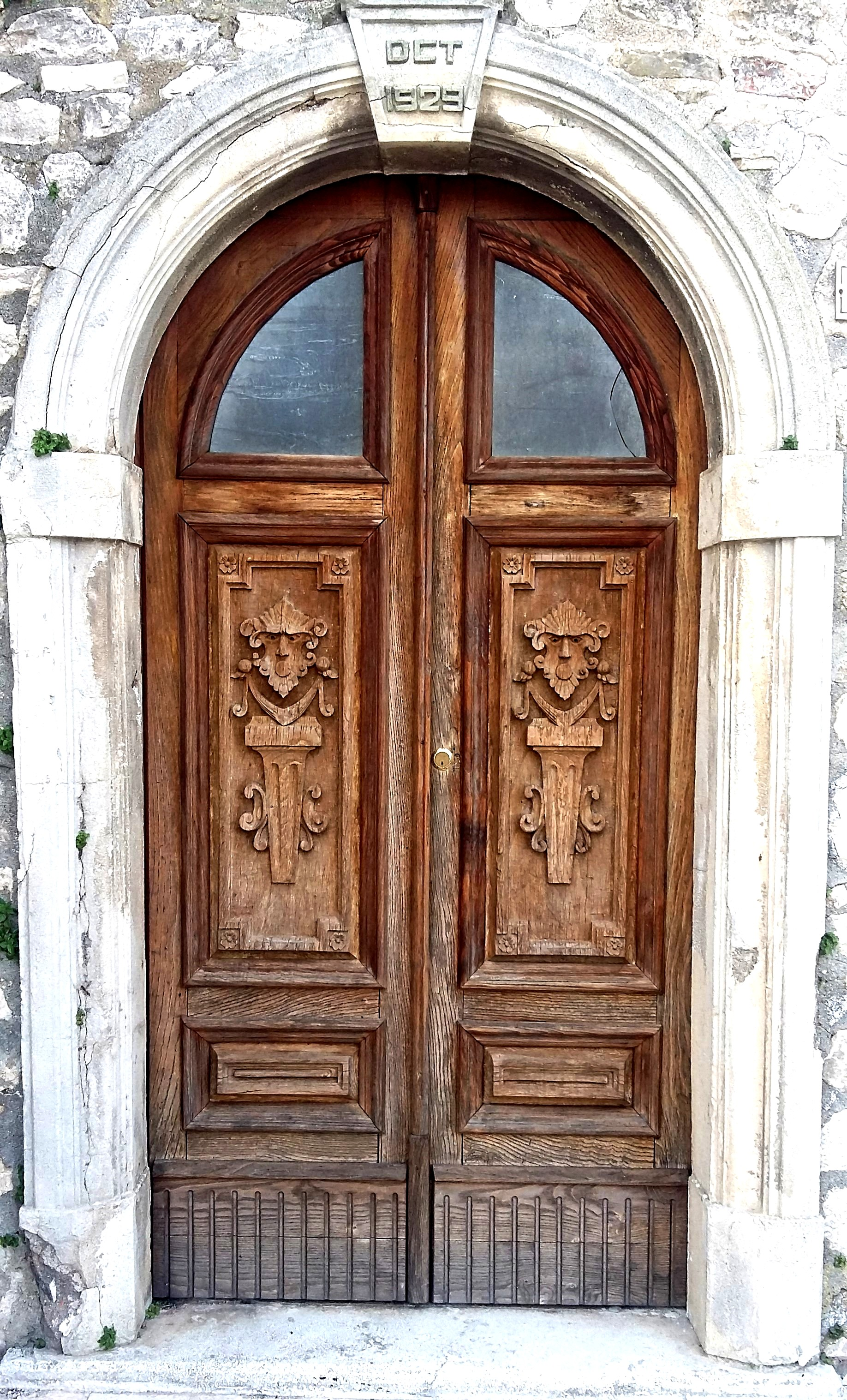
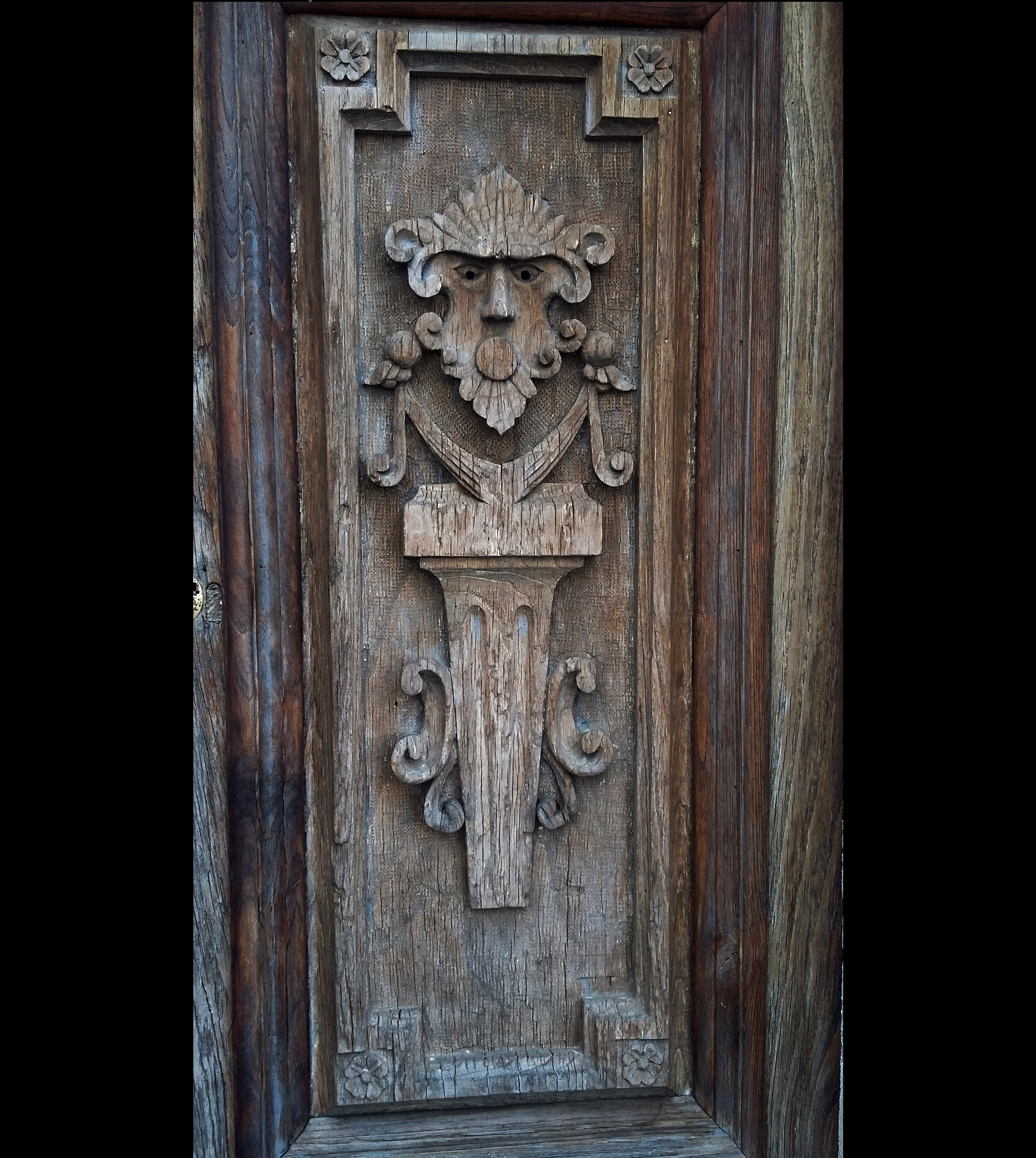